# 2020
Het jaar 2020 was een schrikkeljaar in zowel de gangbare gregoriaanse als de juliaanse kalender. Het jaar begon op een woensdag. 2020 stond vooral in het teken van de coronapandemie met verregaande preventieve maatregelen en verschillende lockdowns. De Amerikaanse presidentsverkiezingen waren ongekend fel en zorgden voor een record aantal mensen dat ging stemmen. Een grote rol speelden de Black Lives Matterprotesten die overwaaiden naar andere delen van de wereld. In de Europese politiek speelde de Brexit een belangrijke rol. Op 31 januari verliet het Verenigd Koninkrijk officieel de Europese Unie, maar de onderhandelingen over de voorwaarden zouden nog het hele jaar doorgaan. Verder zag men in 2020 een grote toename in de aanhang van complottheorieën.
Pasen viel in 2020 op 12 april, Hemelvaartsdag op 21 mei en Pinksteren op 31 mei.  In 2020 is het einde van de Tweede Wereldoorlog 75 jaar geleden. In de muziek gold het als het Beethovenjaar vanwege de 250e geboortedag van de componist.

## Gebeurtenissen

### Januari

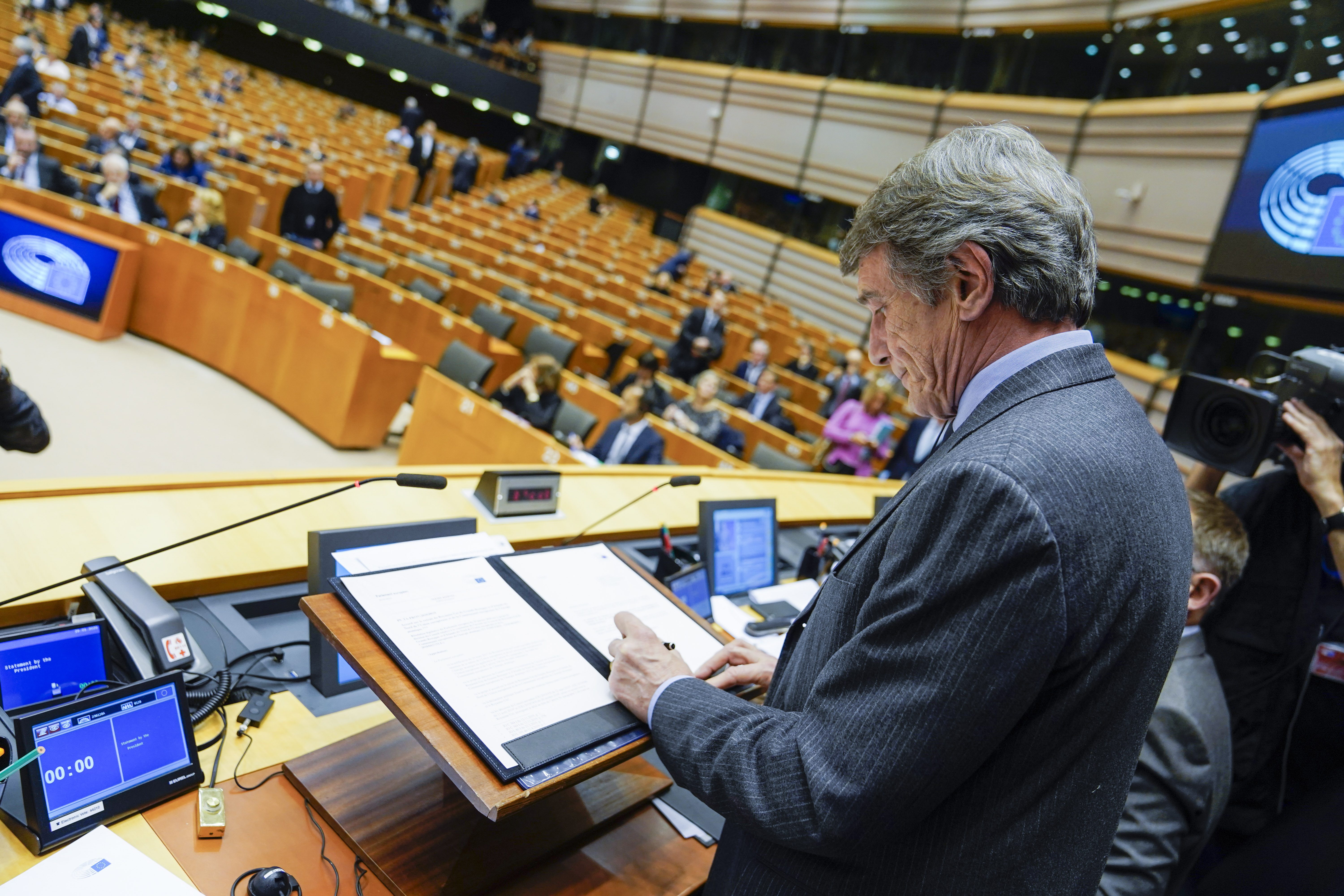
David Sassoli, voorzitter van het Europees Parlement, tekent op 29 januari het akkoord voor de Brexit.

- 1 - Sluiting van de Huanan vismarkt in Wuhan: begin van de Coronacrisis in China.
- 1 - Kroatië neemt het voorzitterschap van de Raad van de Europese Unie over.
- 1 - In Arnhem komen een kleuter en zijn vader om het leven bij een brand in de hal van een flatgebouw, veroorzaakt door vuurwerk. Twee kinderen van 12 en 13 jaar worden gearresteerd voor het afsteken hiervan. Hoewel er ook vraagtekens waren over de brandveiligheid van de flat, wakkert het drama in Nederland vooral het debat aan over de problemen door vuurwerk met Oud en Nieuw.
- 3 - Bij een luchtaanval van de Verenigde Staten op de luchthaven van de Iraakse hoofdstad Bagdad wordt de Iraanse generaal Qassem Soleimani gedood. Dit leidt tot grote onrust in het Midden-Oosten.
- 4 - De Amerikaanse president Donald Trump waarschuwt op Twitter dat indien er van Iraanse zijde wraakacties komen voor de dood van Soleimani, de V.S. 52 doelen zullen aanvallen die belangrijk zijn voor Iran en de Iraanse cultuur.
- 5 - In de buurt van de Noord-Italiaanse plaats Luttach komen zes Duitse toeristen om het leven wanneer een auto met een dronken bestuurder op hen inrijdt.
- 5 - Als reactie op de Amerikaanse raketaanval van 3 januari, neemt het Iraakse parlement een resolutie aan die aan de regering vraagt om de Amerikaanse aanwezigheid in Irak te beëindigen.
- 7 - Spanje heeft voor het eerst sinds de jaren '30 een coalitieregering, die zal bestaan uit PSOE en Unidas-Podemos. Kandidaat-premier Pedro Sánchez krijgt in het parlement een krappe meerderheid voor zijn beleidsvoornemens.
- 7 - Al sinds begin november 2019 woedden er extreme bosbranden in het zuidoosten van Australië. Na 3 maanden zijn er al meer dan een half miljard dieren omgekomen en meer dan 25 mensen hebben het niet overleefd.
- 7 - Ruimtevaartorganisatie NASA ontdekt de exoplaneet TOI-700 d op ongeveer 100 lichtjaar van de Aarde.
- 8 - Vanuit Iran worden vijftien raketten afgevuurd op twee Amerikaanse luchtmachtbases in Al-Anbar en Erbil. Berichten over slachtoffers lopen uiteen.
- 8 - Ukraine International Airlines-vlucht 752 stort neer bij Teheran met 176 mensen aan boord. Dit gebeurt tijdens de nacht van een Iraanse raketaanval op Amerikaanse doelen in Irak. Op 11 januari geeft Iran toe dat het vliegtuig per ongeluk is neergeschoten. Door een menselijke fout was het onjuist geïdentificeerd als een vijandelijke aanval.[1]
- 8 - Prins Harry en Meghan Markle kondigen aan geen deel meer uit te willen maken van het Britse koninklijk huis. Dit wordt in de volksmond wel de Megxit genoemd.
- 10 - In Angola vallen meer dan 40 doden als gevolg van  extreme regenval. Ook raken duizenden woningen zwaar beschadigd en valt in een groot deel van het land de infrastructuur uit.
- 13 - Tijdens een klimaatproces in Lausanne, in Zwitserland, worden twaalf klimaatactivisten vrijgesproken die in 2018 bij wijze van burgerlijke ongehoorzaamheid tennis hadden gespeeld in een filiaal van de bank Credit Suisse om te protesteren tegen de investeringen die deze bank doet in fossiele brandstoffen.
- 14 - Er wordt besloten dat er een landelijk verbod komt op zware vuurpijlen en knalvuurwerk in Nederland. Dit gaat in bij de jaarwisseling van 2020 - 2021.
- 23 - De Chinese stad Wuhan gaat vanwege het SARS-CoV-2-virus in lockdown.
- 24 - In Frankrijk zijn de eerste drie mensen binnen Europa die het nieuwe coronavirus hebben opgelopen. De uitbraak begon eind 2019 in het Chinese Wuhan.
- 24 - Er vindt een zware aardbeving plaats nabij de stad Elazığ (Turkije). Het epicentrum lag nabij Sivrice, op 25 km afstand van de stad, in de Turkse provincie Elazığ en wordt gevoeld in de aangrenzende provincies Diyarbakır, Malatya en Adıyaman, en de buurlanden Armenië, Syrië en Iran.
- 25 - De allereerste Boeing 777X stijgt op van de luchthaven Paine Field bij Seattle in de staat Washington voor een eerste vlucht die ongeveer drie uur duurt.
- 26 - Overlijden van Kobe Bryant samen met zijn dochter, Gianna (Gigi). Ze zaten, samen met nog anderen, in een gecharterde helikopter van het type Sikorsky S-76B toen deze boven Calabasas (in de buurt van Los Angeles) neerstortten.
- 31 - Het Verenigd Koninkrijk verlaat de Europese Unie om 23:00 uur Britse tijd. Hiermee is de Brexit een feit, maar de voorwaarden zijn nog niet uitonderhandeld. Er volgt een overgangstermijn die nog een paar maal verlengd zal worden.
- 31 - Twee Chinese toeristen in Rome testen positief op COVID-19, veroorzaakt door het virus. Een week later zal bij een Italiaanse man die werd geëvacueerd uit de stad Wuhan in China het virus worden vastgesteld. Hij werd opgenomen in een ziekenhuis.

### Februari
- 1 - Bij een steekpartij in het centrum van Apeldoorn raakt een vrouw zwaargewond. De aanvaller wordt tegen de grond gewerkt door omstanders, die wachten tot de politie het van hen overneemt. Diezelfde dag raken er twee mensen zwaargewond bij een schietpartij aan de Zilverschoon in Apeldoorn.
- 2 - Inwijding op het feest van Maria Lichtmis van het kunstwerk kathedraal van doornen op Curaçao.
- 4 - Het SARS-CoV-2-virus wordt ook een eerste maal in België vastgesteld. Het gaat om een uit China gerepatrieerde West-Vlaming.[2]
- 8 - Bij een schietpartij in een winkelcentrum in de Thaise stad Nakhon Ratchasima vallen zeker 29 doden en 57 gewonden. De dader, een militair, wordt na een urenlang vuurgevecht zelf doodgeschoten.
- 14 - In een Frans ziekenhuis sterft een 80-jarige Chinees uit de provincie Hubei aan COVID-19. Hij is de eerste geregistreerde dode aan deze ziekte in Europa.
- In Egypte test een man positief op COVID-19, waarmee de ziekte officieel Afrika heeft bereikt.
- 27 - Officieel wordt voor het eerst bij een persoon in Nederland de ziekte COVID-19 vastgesteld.[3]
- 29 - In Doha sluiten de Verenigde Staten een akkoord met de Taliban waarin ze zich verplichten het land te ontruimen. De Afghaanse regering is buiten de besprekingen gehouden.

### Maart

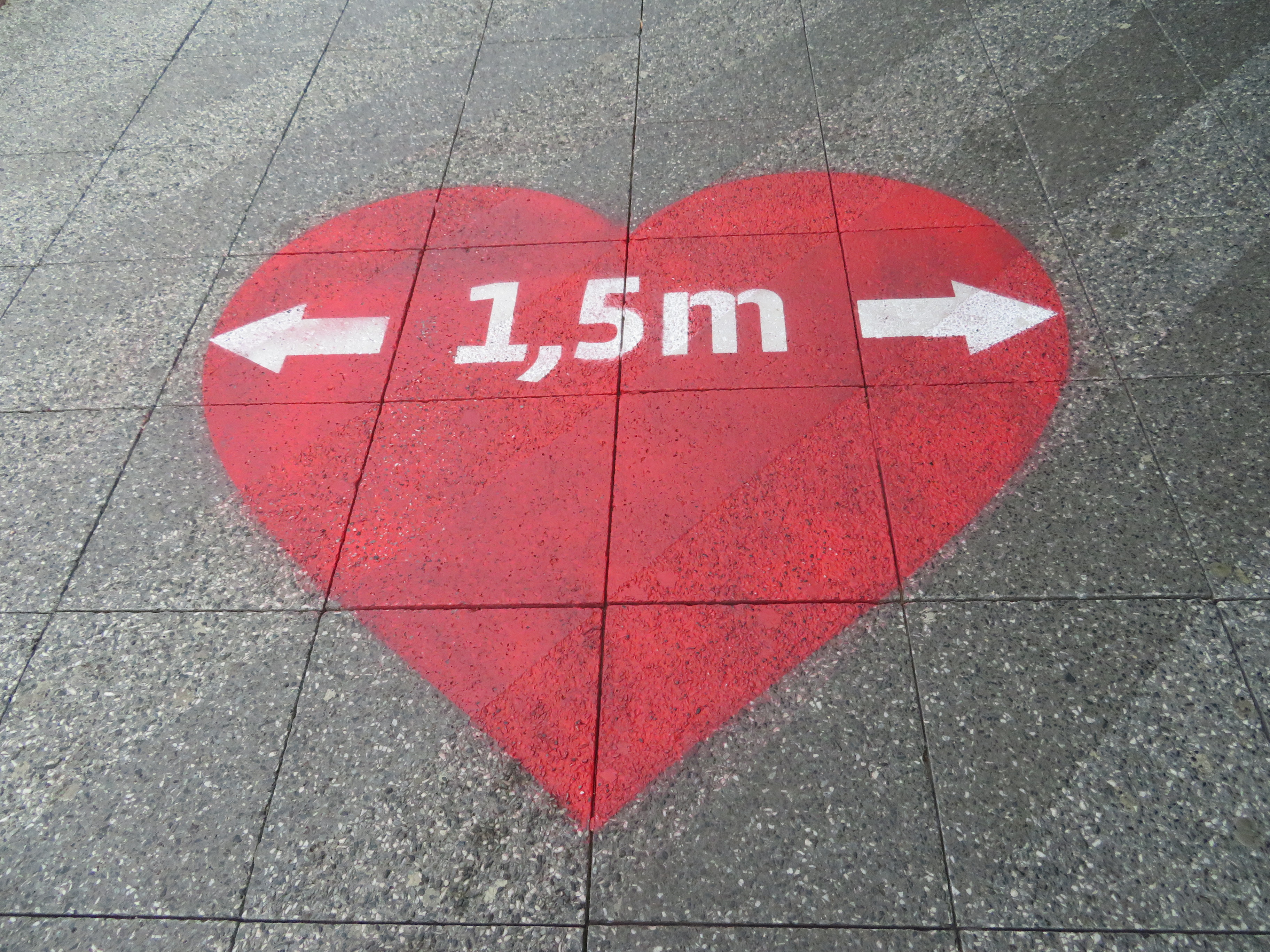
Doordat de Coronapandemie steeds grotere vormen aanneemt worden wereldwijd maatregelen genomen. Zo gaan de horeca en scholen dicht in o.a. Nederland en België. Ook preventieve maatregelen zoals de anderhalve meter afstand worden ingevoerd.

- 2 - Begin van het staatsbezoek van koning Willem-Alexander en koningin Máxima op uitnodiging van president Joko Widodo aan de Republiek Indonesië.
- 6 - Bij een aanslag in de Afghaanse hoofdstad Kabul vallen zeker 27 doden. De aanslag wordt opgeëist door Islamitische Staat.[4]
- 11 - de Wereldgezondheidsorganisatie verklaart het besmettelijke coronavirus SARS-CoV-2 officieel tot een pandemie.
- 12 - De Belgische federale regering kondigt lockdownmaatregelen aan in de strijd tegen het coronavirus.[5]
- 13 - Breonna Taylor, een 26-jarige Afro-Amerikaanse ex ambulanceverpleegkundige, wordt doodgeschoten door de politie van Louisville, Kentucky in de Verenigde Staten.
- 16 - De maximumsnelheid op snelwegen in Nederland wordt in verband met de stikstofcrisis overdag verlaagd naar 100 km/h.
- 16 - Scholen in Nederland sluiten door SARS-CoV-2.
- 17 - Frankrijk in lockdown door SARS-CoV-2.
- 17 - Vanwege de coronapandemie besluit de UEFA het EK Voetbal, dat voor de zomer van 2020 gepland stond, uit te stellen tot 2021.[6]
- 20 - België sluit om 15u00 zijn grenzen in de strijd tegen het coronavirus.[7]
- 22 - Zagreb wordt getroffen door een aardbeving met een kracht van 5,3 op de schaal van Richter.
- 27 - Noord-Macedonië wordt lid van de NAVO.

### April
- 5 - Vanwege de coronacrisis in België wordt de Ronde van Vlaanderen van 2020, die was voorzien voor 5 april, voorlopig uitgesteld.[8]
- 6 - De 99-jarige Britse veteraan Tom Moore begint tijdens de COVID-19-pandemie, door in zijn tuin achter de rollator rondjes te lopen, een inzamelingsactie voor NHS Charities Together, die uiteindelijk een recordbedrag van bijna £ 33 miljoen opbrengt. Het vorige record stond op naam van de gehandicapte Canadese atleet Terry Fox uit 1980.
- 18 - De politie van Hongkong pakt tien leidende personen in de democratiseringsbeweging op.
- 28 - Colombia wordt lid van de OESO.
- april - Het aantal deelnemers aan online vergaderingen via Zoom stijgt explosief naar 300 miljoen per dag door de Coronacrisis.

### Mei

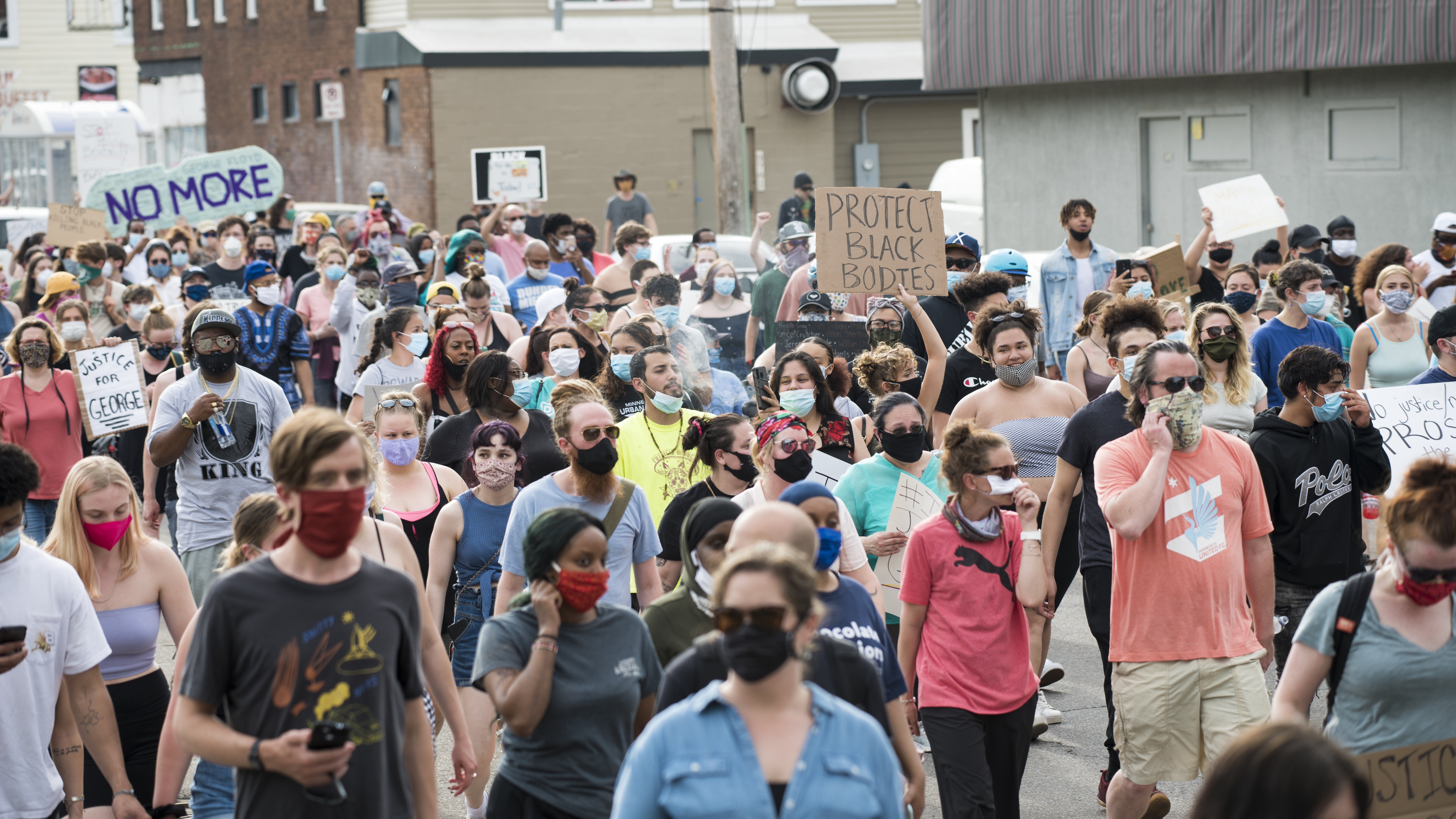
Protest op 26 mei in Minneapolis n.a.v. de dood van George Floyd de dag ervoor.

- 4 - Vanwege 75 jaar Bevrijding is er voor het eerst een toespraak van het staatshoofd, koning Willem-Alexander, tijdens de Dodenherdenking in Nederland. De herdenking wijkt sterk af van andere jaren als gevolg van de coronacrisis. Dat geldt ook voor de 75e Bevrijdingsdag op 5 mei. De feesten ter gelegenheid van ‘75 jaar Vrijheid’ zijn afgelast.
- 4 - Het Regionaal Archief Alkmaar vindt een kopie van de oudste Nederlandstalige geluidsopname ooit: opgenomen op een fonograaf op 9 maart 1898. Hiervoor werd een opname van het Wilhelmus uit december 1899 gezien als de oudste Nederlandse geluidsopname.
- 11 - Bij een surfongeluk aan de kust van Scheveningen komen 5 surfers om het leven.
- 18 - De EASA (Europees Agentschap voor de veiligheid van de luchtvaart) certificeert voor het eerst ter wereld een Elektrisch vliegtuigje: de Pipistrel Velis Electro.
- 19 - In een artikel in ZooKeys wordt bekendgemaakt dat er voor de kust van Zuid-Afrika voor het eerst in de Stille Oceaan een pygmee zeepaardjessoort is ontdekt. De soort is Hippocampus nalu genoemd, in de lokale talen Xhosa en Zulu betekent het woord nalu "hier is het".
- 25 - Tijdens een arrestatie in Minneapolis komt een zwarte man, George Floyd, om het leven. Een agent drukte minutenlang zijn knie in de nek van Floyd terwijl die geboeid op de grond lag en liet merken dat hij in ademnood was. Het voorval leidt tot een heropleving van het protest tegen racistisch politiegeweld in de Verenigde Staten. In sommige gevallen kwam het protest tot uiting in de vorm van plunderingen. De betrokken agent is ontslagen en vier dagen na het voorval zelf gearresteerd en aangeklaagd.
- 28 - Het Chinese Volkscongres neemt een veiligheidswet aan voor Hongkong, waardoor de vrijheden in het autonome gebied drastisch worden beperkt en China meer invloed krijgt.

### Juni
- 8 - Terreurgroep Boko Haram vermoordt zeker 69 mensen in het noorden van Nigeria.[9]
- 19 - In Mongolië is de pest terug, door het eten van marmottenvlees.
- 22 - De Brabantse politie ontdekt in een loods bij Wouwse Plantage een container die is ingericht als martelkamer van de onderwereld.

### Juli
- 1 - In Nederland gaat de donorwet (geen bezwaar zonder actieve registratie) van kracht.
- 1 - Op de eerste dag van de nieuwe veiligheidswet in Hongkong worden driehonderd mensen gearresteerd.
- 9 -In Europa verschijnt het boek COVID-19: The Great Reset van de hand van Klaus Schwab en Thierry Malleret. Zij tekenen de contouren van een nieuw Europa na de pandemie:"Building Back Better".
- 21 - Er is na vier dagen onderhandelen op de EU-top in Brussel een akkoord gesloten over het herstelpakket ten gevolge van de Coronarecessie.
- 24 - De Hagia Sophia, achtereenvolgens een Grieks-Orthodoxe kathedraal, een moskee en een nationaal museum, wordt na 86 jaar weer in gebruik genomen als moskee.

### Augustus

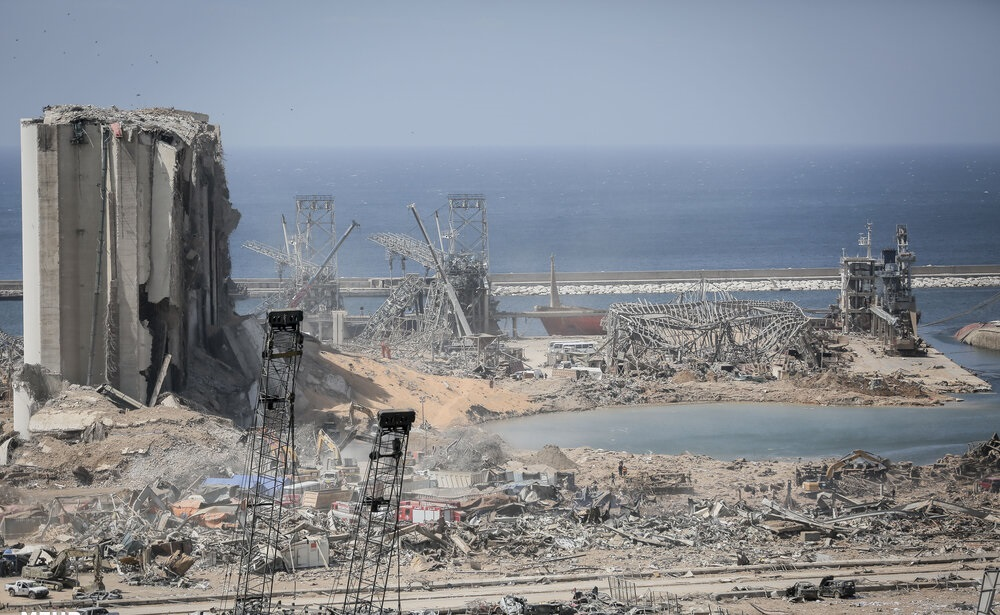
De ravage na de explosie in de haven van Beiroet.

- 4 - Er vindt een explosie plaats in de haven van Beiroet. Het betreft een ontploffing van ongeveer 2750 ton ammoniumnitraat. De explosie resulteert in een ramp die meer dan 190 doden en minstens 6500 gewonden eist.
- 9 -   De Wit-Russische dictator Aleksander Loekasjenko roept zichzelf uit tot winnaar van de presidentsverkiezingen. In het westen wordt zijn tegenkandidaat Svetlana Tichanovskaja gezien als de echte winnaar. Zij wijkt uit naar het buurland Litouwen.
- 23 -  Jacob S. Blake, een 29-jarige Afro-Amerikaanse man, wordt neergeschoten en raakt ernstig gewond door politieagent Rusten Sheskey. Sheskey schiet Blake zeven keer in zijn rug tijdens een arrestatie. Het incident vindt plaats in Kenosha, Wisconsin.
- 29 - Op het strand van Noordwijk wordt een menselijke kaak gevonden. Na onderzoek van het Nederlands Forensisch Instituut blijkt de kaak afkomstig tussen 763 en 492 voor Christus.
- augustus - De Russische dissident Aleksej Navalny wordt door de geheime dienst vergiftigd met Novichok.

### September
- 2 - De Amerikaanse president Donald Trump stelt maatregelen in tegen de aanklager van het Internationaal Strafhof, Fatou Bensouda, en een van haar medewerkers, omdat ze onderzoek doen naar mogelijke oorlogsmisdaden van het Amerikaanse leger in Afghanistan.
- 4 - Door het weghalen van een damwand wordt de Stadsbuitensingel van Utrecht na een halve eeuw hersteld.
- 15 - Prinsjesdag 2020 is door de vereiste maatregelen in verband met de coronapandemie verplaatst naar de Grote Kerk in Den Haag in plaats van - zoals gebruikelijk - de Ridderzaal. Ook het aantal aanwezige politici bij het uitspreken van de troonrede is beperkt.
- 15 - Onder toeziend oog van president Donald Trump vindt de ondertekening plaats van de Abraham-akkoorden tussen Israël, de Verenigde Arabische Emiraten en Bahrein.

### Oktober

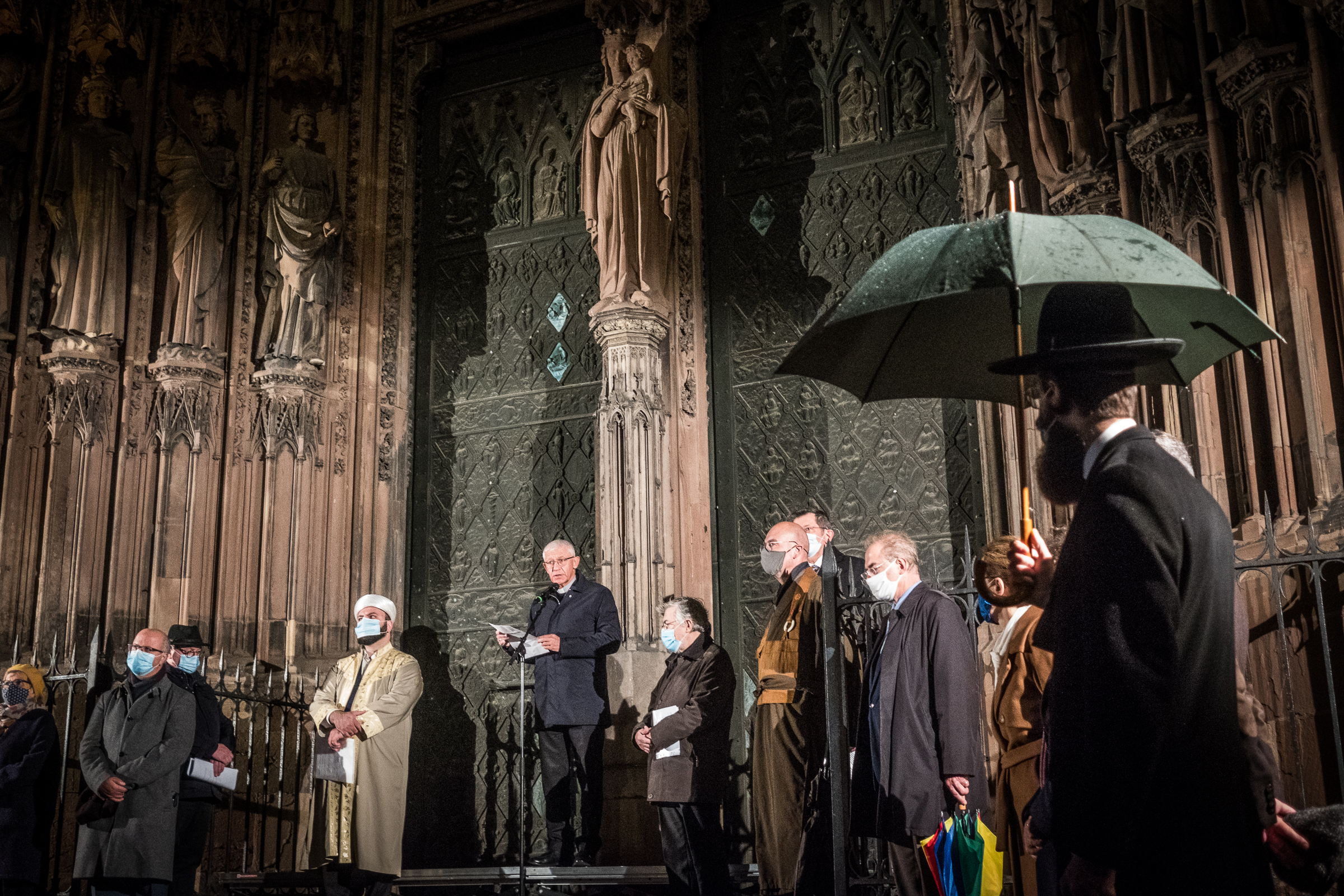
Interreligieuze herdenking na de moord op Samuel Paty.

- 16 - In Conflans-Sainte-Honorine, een voorstad ten noordwesten van Parijs, vindt de moord op Samuel Paty plaats. De geschiedenisleraar zou spotprenten van de Profeet Mohammed in zijn klaslokaal hebben opgehangen en wordt op straat onthoofd. De achttienjarige Tsjetsjeense dader wordt door de politie doodgeschoten.[10]
- 20 - In Nederland worden de eerste dienstplichtbrieven bezorgd bij meisjes die achttien jaar zijn geworden.
- 24 - AFC Ajax wint met 0-13 van VVV-Venlo. Dit is tot op heden de grootste uitslag ooit in de Eredivisie.
- 29 - In de Franse stad Nice vallen bij een aanslag 3 doden. Een Tunesische man begon om zich heen te steken in de Notre Dame van Nice. Ruim twee uur na de aanval schoot de politie in de Zuid-Franse stad Avignon een man dood die voorbijgangers met een pistool had bedreigd. Niet veel later berichtte de Franse ambassade in Saoedi-Arabië over een mesaanval bij het Franse consulaatsgebouw in Jeddah, de één na grootste stad van het land. Daarbij raakte een bewaker gewond; hij is naar het ziekenhuis gebracht en verkeert niet in levensgevaar. De vermoedelijke dader, een man, is gearresteerd. Rond 13.30 uur leek een vierde incident plaats te vinden op Frans grondgebied. In Lyon probeerde een man gewapend met een mes van 30 centimeter een station binnen te komen. Volgens de politie wilde hij daar een „daad uitvoeren”.

### November

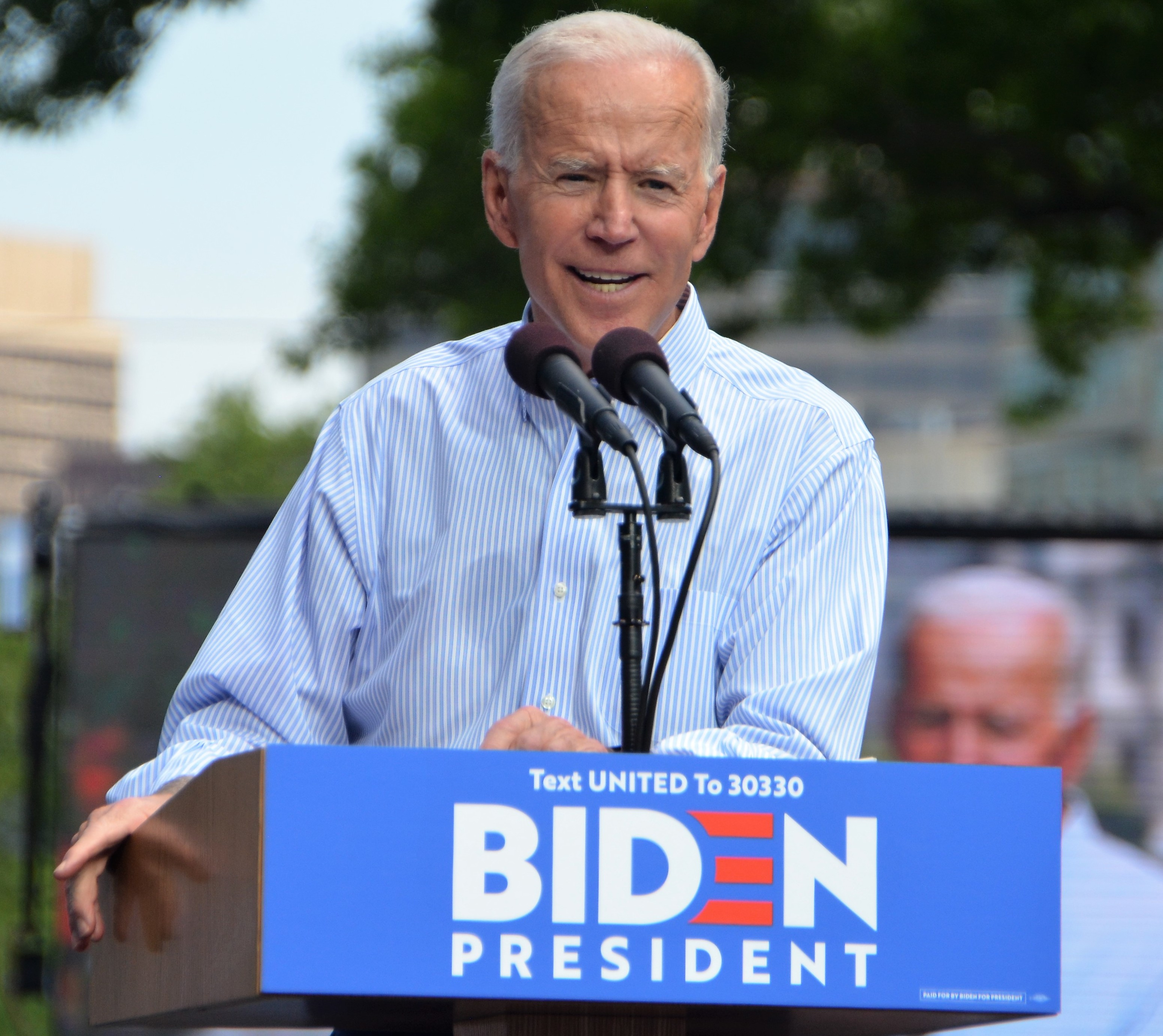
Joe Biden (hier op campagne in 2019) wint op 3 november de Amerikaanse presidentsverkiezingen van 2020. De verkiezingen zijn ongekend fel met een record aantal mensen dat hun stem uitbrengt.

- 2 - In Spijkenisse vindt een ongeluk plaats met een metro. In de nacht van 1 op 2 november schiet de metro door een stopblok, waarna het voertuig op een kunstwerk (walvisstaart) belandt en tien meter boven de grond tot stilstand komt. In de metro zaten geen passagiers en er is niemand gewond geraakt. Het ongeluk krijgt wereldwijde aandacht.[11][12][13][14]
- 2 - Op maandagavond 2 november wordt er op meerdere plekken in Wenen geschoten. Het blijkt om een terroristische aanslag te gaan. Bij de aanslag in de Oostenrijkse hoofdstad komen vier mensen om het leven en vallen er 22 gewonden, waarvan de meeste levensbedreigend. De aanslagpleger is door politie doodgeschoten.
- 3 - De Amerikaanse presidentsverkiezingen 2020 vinden plaats.
- 4 - Begin van de Oorlog in Tigray als de regionale regering van Tigray een "preventieve aanval" uitvoert op een legerkamp van de centrale regering. Ethiopisch premier Abiy Ahmed draagt zijn troepen op om orde op zaken te stellen in Tigray.
- 7 - Meerdere Amerikaanse media roepen Joe Biden uit als winnaar van de presidentsverkiezingen. Donald Trump kondigt aan naar de rechter te stappen.
- 10 - Door Russische bemiddeling wordt een wapenstilstand gesloten in de oorlog in Nagorno-Karabach. Azerbeidzjan komt met Turkse steun als overwinnaar uit de strijd en Armenië moet grote gebieden ontruimen.
- 29 - Romain Grosjean overleefde crash tijdens de Formule 1 Grand Prix van Bahrein. Zijn Haas VF-20 brak in twee stukken en vatte vlam. Hij wist zichzelf uit de auto te bevrijden en hield verschillende tweede graads brandwonden over aan het ongeluk. De Haas coureur heeft de rest van het Formule 1 seizoen van 2020 niet afgemaakt.

### December
- 1 - De Arecibo-telescoop op Puerto Rico stort in, nadat al tot de ontmanteling was besloten.
- 9 - In Drenthe wordt de laatste Nederlandse nertsenfokkerij geruimd.
- 14 - Er vindt een zonsverduistering plaats boven Chili, Argentinië en Antarctica.
- 14 - Premier Mark Rutte kondigt naar aanleiding van de snelle stijging van het aantal coronabesmettingen een harde lockdown af in Nederland. Alle niet-essentiële winkels moeten dicht. Hiermee kwam de economie grotendeels tot stilstand. Het is voor het eerst sinds de COVID-19-pandemie dat in Nederland een harde lockdown wordt toegepast.

## 2020 in fictie
- De Amerikaanse sciencefictionfilms Mission to Mars uit 2000, Thunderbirds uit 2004, Real Steel uit 2011, Pacific Rim uit 2013 spelen zich af in 2020. Ook de beginscènes van Valerian and the City of a Thousand Planets spelen zich af in 2020.
- In het BNN-televisieprogramma 2020 uit 2003 werd zogenaamd vanuit 2020 teruggekeken op gebeurtenissen die tussen 2004 en 2020 zouden hebben plaatsgevonden.

## 2020 als getal
Het getal 2020 is de som van de kwadraten van vier opeenvolgende priemgetallen, 17, 19, 23, 29: 17² + 19² + 23² + 29² = 2020. 
2020 is een autobiografisch getal. Het getal heeft 2 nullen, 0 enen, 2 tweeën en 0 drieën.

## Geboren
- Charles van Luxemburg werd geboren in het Maternité Grande-Duchesse Charlotte in de stad Luxemburg om 5u13 plaatselijke tijd. Prins Charles is de zoon van erfgroothertog Guillaume van Luxemburg en erfgroothertogin Stéphanie. Hij is prins van Luxemburg, prins van Nassau en prins van Bourbon-Parma. Hij staat tweede in lijn van de Luxemburgse troonopvolging.[15][16]

## Weerextremen België
- 2020 was het warmste jaar ooit in België, met gemiddeld 12,2°C.[17]

## Weerextremen Nederland
- 31 januari: Hoogst gemeten temperatuur ooit op deze dag: 12,5°C
- 16 februari: Hoogst gemeten temperatuur ooit op deze dag: 16,7°C. Nog nooit werd deze temperatuur zo vroeg in het jaar gehaald.[18]
- Februari: Hoogste neerslagsom ooit in deze maand: 147 mm[19]
- 5 april: Hoogst gemeten temperatuur ooit op deze dag: 19,6°C
- 6 april: Hoogst gemeten temperatuur ooit op deze dag: 23°C
- 8 april: Hoogst gemeten temperatuur ooit op deze dag: 24,5°C
- April: Zonnigste aprilmaand ooit: 287 uur, tegen 187 uur normaal (1981-2010)[20]
- 14 mei: Laagst gemeten temperatuur ooit op deze dag: −1°C
- 15 mei: Laagst gemeten temperatuur ooit op deze dag: −1,2°C
- Maart, april en mei: Zonnigste meteorologische lente ooit: 805 uur, tegen 507 uur normaal[20]
- 8 augustus: Hoogst gemeten temperatuur ooit op deze dag: 34,6°C
- 9 augustus: Hoogst gemeten temperatuur ooit op deze dag: 32,6°C
- 11 augustus: Hoogst gemeten temperatuur ooit op deze dag: 34,5°C
- 6 t/m 13 augustus: Langste reeks tropische dagen ooit: 8 dagen[20]
- 7 t/m 11 augustus: Op 5 achtereenvolgende dagen werd het ergens in Nederland 35,0°C of meer. Dit is nog nooit voorgekomen sinds het begin van de metingen in 1901.[21]
- 7 t/m 13 augustus: Hoogste gemiddelde maximumtemperatuur in een week ooit: 33,2°C[22]
- 5 t/m 17 augustus: Langste hittegolf ooit die geheel in augustus heerst: 13 dagen
- 15 september: Hoogst gemeten temperatuur ooit op deze dag: 31,4°C. Dit was tevens de warmste septemberdag ooit. Ook was er nog nooit zo laat in het jaar een tropische dag.[20]
- 21 oktober: Hoogst gemeten temperatuur ooit op deze dag: 20,2°C
- 2 november: Hoogst gemeten temperatuur ooit op deze dag: 19,3°C. Dit was tevens de warmste novemberdag ooit.[23]
- 9 november: Hoogst gemeten temperatuur ooit op deze dag: 16,9°C
- 1 april tot en met 19 november: Langste reeks dagen met een maximumtemperatuur van 10,0 graden of meer: 233 dagen[24]
- Hoogste aantal dagen met een maximumtemperatuur van 10,0°C of meer: 286[25]
- Het koudegetal voor een heel jaar is voor het eerst op 0,0 uitgekomen.[26]
- Samen met 2014 is 2020 het warmste jaar sinds het begin van de metingen in 1901, met gemiddeld 11,7°C.[20]